# Przejścia graniczne Serbii
Stan według danych MSZ Serbii. Źródło nie rozróżnia ruchu towarowego i osobowego ani, poza kilkoma wyjątkami, nie podaje czasu otwarcia przejść. Przejścia dzieli na:
- international – (prawdopodobnie) dostępne dla obywateli wszystkich państw, z nie wyjaśnionym podziałem na I II kategorię w części dotyczącej Czarnogóry; to oznaczenie pominięto,
- interstate – (prawdopodobnie) dostępne tylko dla obywateli państw graniczących,
- border – (prawdopodobnie) tylko dla ruchu przygranicznego.

Podawane są również sprzeczne informacje o zamknięciu przejścia i o jego działaniu.

## Granica zBośnią i Hercegowiną

### przejścia drogowe
- Sremska Rača – Rača
- Badovinci – Popovi
- Trbušnica – Šepak
- Mali Zvornik (Novi most) – Karakaj
- Mali Zvornik (Stari most) – Zvornik (Stari most)
- Ljubovija – Bratunac
- Bajina Bašta – Skelani
- Kotroman – Vardište
- Uvac – Uvac

### przejścia kolejowe
- Sremska Rača – Bijeljina
- Brasina – Zvornik
- Priboj – Štrpci

#### przejścia rzeczne
- Jamena – Donje Crnjelovo (prom)

## Granica zChorwacją

### przejścia drogowe
- Bezdan – Batina
- Bogojevo – Erdut
- Bačka Palanka – Ilok
- Neštin – Ilok
- Ljuba – Principovac (k.208) [brak objaśnienia]
- Sot – Principovac (k.208) [brak objaśnienia]
- Berkasovo – Bapska czynne od 6 do 20 w okresie od 1 kwietnia do 31 października, od 6 do 18 w okresie od 1 listopada do 31 marca; ruch przygraniczny
- Šid – Tovarnik
- Batrovci – Bajakovo
- Jamena – Strošinci zamknięte; czynne od 6 do 20 w okresie od 1 kwietnia do 31 października, od 6 do 18 w okresie od 1 listopada do 31 marca; ruch przygraniczny

### przejścia kolejowe
- Bogojevo – Erdut
- Šid – Tovarnik

### przejścia rzeczne
- Vajska – Vukovar (prom); czynne od 6 do 20 w okresie od 1 kwietnia do 31 października, od 6 do 18 w okresie od 1 listopada do 31 marca; ruch przygraniczny

## Granica zWęgrami

### przejścia drogowe
- Bački Breg – Hercegsanto
- Backi Vineyards – Ašathalom
- Bajmok – Bačalmaš
- Kelebija – Tompa
- Horgoš – Röszke
- Đala – Tisasiget

### przejścia kolejowe
- Subotica – Kelebija
- Horgoš – Reske

### przejścia rzeczne
- Kanjiža – Segedin

## Granica zRumunią

### przejścia drogowe
- Vrbica – Valkanj ruch przygraniczny
- Nakovo – Lunga ruch przygraniczny
- Srpska Crnja – Žombolj
- Međa – Foeni 1 ruch przygraniczny
- Jaša Tomić – Foeni 2 ruch przygraniczny
- Vatin – Stamora Moravica
- Kaluđerovo – Najdaš
- Đerdap – Portile de Fier 1
- Kusjak – Portile de Fier 2 tylko dla pracowników elektrowni wodnej w Żelaznej Bramie

### przejścia kolejowe
- Kikinda – Žombolj
- Vršac – Stamora Moravica

### przejścia rzeczne
- Veliko Gradište – Belobreška interstate
- Golubac – Moldava Veke interstate (prom)
- Donji Milanovac – Svinjica
- Tekija – Oršava
- Kladovo – Turnu Severin
- Prahovo – Portile de Fier 2

## Granica zBułgarią

### przejścia drogowe
- Mokranje – Bregovo
- Vrška Čuka – Vrška Čuka
- Gradina – Kalotina
- Strezimirovci – Strezimirovci
- Ribarci – Oltomanci

#### przejścia kolejowe
- Dimitrovgrad – Kalotina zapad

## Granica zMacedonią Północną

### przejścia drogowe
- Prohor Pčinjski – Pelince
- Preševo – Tabanovce
- Đeneral Janković – Dolno Blace
- Globočica – Jažince

### przejścia kolejowe
- Preševo – Tabanovce
- Đeneral Janković – Dolno Blace

## Granica zAlbanią

### przejścia drogowe
- Ćafa Prušit – Zogaj
- Vrbnica – Morina

## Przejścia graniczne w międzynarodowych portach rzecznych naDunaju
- Bezdan
- Apatin
- Novi Sad
- Beograd pristanište

## Przejścia graniczne w międzynarodowych portach lotniczych
- Beograd aerodrom
- Niš aerodrom
- Priština aerodrom